# کانگی
کانگی (به ژاپنی: 寛喜 Kangi)، نام یک عصر تاریخی ژاپنی بود. این عصر بعد از آنتی (دوره کاماکورا) و قبل از جوئی (دوره کاماکورا) قرار داشت و از مارس ۱۲۲۹ تا آوریل ۱۲۳۲ میلادی به طول انجامید. در طی این عصر امپراتور گو-هوریکاوا، امپراتور ژاپن بود.